# Ormond Beach
Ormond Beach é uma cidade localizada no estado americano da Flórida, no condado de Volusia. Foi incorporada em 1880.

## Geografia
De acordo com o United States Census Bureau, a cidade tem uma área de 101 km², onde 82,7 km² estão cobertos por terra e 18,3 km² por água.

### Localidades na vizinhança
O diagrama seguinte representa as localidades num raio de 24 km ao redor de Ormond Beach.

## Demografia
Segundo o censo nacional de 2010, a sua população é de 38 137 habitantes e sua densidade populacional é de 461,2 hab/km². Possui 19 576 residências, que resulta em uma densidade de 236,7 residências/km².